# William Somerset Maugham
William Somerset Maugham (n. 25 ianuarie 1874, Paris, Île-de-France, Franța – d. 16 decembrie 1965, Nisa, Franța) a fost un dramaturg și prozator englez, a cărui operă s-a bucurat de notorietate internațională.
Proza sa se caracterizează prin soliditatea construcției, observația ascuțită asupra mediilor și caracterelor, tonul de fină ironie.
A scris romane psihologice relevând complexitatea haotică a vieții, contradicția dintre ideal și real într-o orânduire a inegalității sociale.
De asemenea, a fost un maestru al povestirilor scurte, ambientate adesea într-un mediu cosmopolit, în Orient sau în insulele Pacificului.
A scris și comedii spirituale în maniera lui Oscar Wilde.

## Biografie
S-a născut la Paris, ca fiu al unor britanici care locuiau în Franța, tatăl său fiind jurist în cadrul ambasadei, iar mama fiica unui ofițer din cadrul armatei coloniale din India Britanică.
La numai opt ani își pierde mama care suferea de tuberculoză, iar doi ani mai târziu și tatăl care suferea de cancer.
Revine în Anglia pentru a fi luat în grija unui unchi, iar în perioada 1885 - 1889 studiază la King’s School din Canterbury.
A studiat literatura și filosofia la Universitatea din Heidelberg, apoi medicina la Londra.

## Scrieri

### Romane
- 1897: Liza of Lambeth ("Liza din Lambeth");
- 1915: Robie (Of Human Bondage);
- 1919: The Moon and Sixpence ("Luna și doi bani jumate");
- 1930: Cakes and Ale or the Skeleton in the Cupboard ("Prăjituri și bere sau scheletul din dulap")
- 1925: Vălul pictat (The Painted Veil);
- 1930: "Plăcerile vieții";
- 1941: "Vila de pe colina";
- 1925: The Portrait of a Gentleman ("Portretul unui gentleman si alte povestiri"); ( colecție de povestiri)
- Julia;
- 1935 "The Narrow Corner" (Un petec de pământ)
- 1944: The Razor's Edge ("Pe muchie de cuțit");
- 1939: Christmas Holiday ("Vacanța de Crăciun").

### Povestiri
- 1921: Sadie Thompson;
- 1921: The Trembling of a Leaf ("A tremurat o frunză");
- 1931: First Person Singular ("Persoana întâi singular");
- 1952: Complete Short Stories ("Povestiri complete").

### Comedii
- 1903: A Man of Honour ("Un om de onoare");
- 1912: Lady Frederick;
- 1921: The Circle ("Cercul");
- 1922: East of Suez ("La est de Suez");
- 1923: Our Betters ("Superiorii noștri");
- 1930: The Breadwinner ("Cel ce-și câștigă pâinea").

### Memorialistică
- 1938: The Summing Up ("Dare de seamă");
- 1941: Strictly Personal ("Strict personal");
- 1949: A Writer's Notebook ("Jurnalul unui scriitor").

### Lista sa cu cele mai bune zece romane
În 1954, într-un eseu realizează lista celor mai bune zece romane din punctul său de vedere:
- Tom Jones de Henry Fielding
- Mândrie și prejudecată de Jane Austen
- Roșu și negru de Stendhal
- Moș Goriot de Balzac
- David Copperfield de Charles Dickens
- Doamna Bovary de Gustave Flaubert
- Moby Dick de Herman Melville
- La răscruce de vânturi de Emily Brontë
- Frații Karamazov de Fiodor Dostoievski
- Război și pace de Lev Tolstoi.

## Ecranizări
- The Land of Promise (1917)
- Smith (1917)
- The Divorcee (1919)
- East of Suez (1925)
- The Circle (1925)
- The Canadian (1926)
- The Magician (1926)
- Sadie Thompson (1928)
- The Letter (1929)
- Rain (1932)
- The Narrow Corner (1933)
- Our Betters (1933)
- Of Human Bondage (1934)
- Vălul pictat (1934)
- The Right to Live (1935)
- Secret Agent (1936)
- The Tenth Man (1936)
- Isle of Fury (1936)
- Another Dawn (1937)
- The Vessel of Wrath (1938)
- The Letter (1940)
- Too Many Husbands (1940)
- The Moon and Sixpence (1942)
- 1944 Vacanță de Crăciun (Christmas Holiday), regia Robert Siodmak
- The Hour Before the Dawn (1944)
- Dirty Gertie from Harlem U.S.A. (1946)
- The Razor's Edge (1946)
- Of Human Bondage (1946)
- The Unfaithful (1947)
- Quartet (1948)
- Trio (1950)
- Encore (1951)
- Miss Sadie Thompson (1953)
- The Letter (1956)
- The Seventh Sin (1957)
- The Beachcomber (1958)
- Julia, du bist zauberhaft (1962)
- 1964 Robii (Of Human Bondage), regia Henry Hathaway, Ken Hughes, Bryan Forbes
- The Letter (1969)
- Teātris (1978, film leton, sovietic)
- The Letter (1982)
- The Razor's Edge (1984)
- Up at the Villa (2000)
- Being Julia (2004)
- 2006 Vălul pictat (The Painted Veil), regia John Curran

## Legături externe
- Materiale media legate de William Somerset Maugham la Wikimedia Commons